# Гросенлюдер
Гросенлюдер (нем. Großenlüder) — община в Германии, в земле Гессен. Подчиняется административному округу Кассель. Входит в состав района Фульда.  Население составляет 8554 человека (на 31 декабря 2010 года). Занимает площадь 73,92 км².

## Города-побратимы
- Виндишгарстен, Австрия
- Штадтленгсфельд, Германия